# 馬庫斯·亨德森
馬庫斯·亨德森（英語：Marcus Henderson，1987年9月13日—），是一位美國演員，因演出驚悚電影《逃出絕命鎮》（Get Out）中的沃特一角（Walter）而知名。

## 早年生活
亨德森出生於美國密蘇里州聖路易斯市，父親是里昂、母親為芭芭拉·亨德森，另外有一位弟弟小萊昂·亨德森（Leon Henderson Jr.）。他加入學校的職業橄欖球隊，因此獲得阿拉巴馬州立大學的獎學金，讓他可以順利完成高中與大學的職業橄欖球生涯。在大學期間，在偶然的機會下他參加了一場試鏡，這次的試鏡卻徹底的改變他原本對橄欖球比賽的熱情及職業生涯的選擇。大二時，得過多項電影獎的導演兼演員同時也是耶魯大學戲劇學院校友的查爾斯·S·達頓（Charles S. Dutton）到他們學校分享他從監獄到耶魯的經歷，之後他們更在亨德森首次擔任專業臨時演員的電影《甜蜜樂音》中合作，該電影由許多當時美國著名的非裔演員主演。因此之後達頓（Dutton）幫亨德森寫了一封推薦信讓他申請上達頓的母校–耶魯大學的戲劇學院研究所。亨德森畢業於2011年。他目前居住在洛杉磯，已婚且育有兩個女兒。

## 職業生涯
亨德森形容自己是一位演員、詩人，也是西洋棋和烏克麗麗的愛好者，而戲劇是「他的初戀」。他曾在耶魯大學與加州莎士比亞劇團表演過莎士比亞劇。亨德森第一次在電影中飾演的主要角色是《決殺令》（Django Unchained）中的 Big Sid 。另外在美國籃球喜劇《星路多懊悔》（Survivor's Remorse）中也有客串演出，以及電視連續劇《毒雪紛飛》（Snowfall）中演出常設性角色。2016年他演出《尋龍傳說》裡一位補龍者的隨從。2017年，他在電影《逃出絕命鎮》中擔任男配角，並與該片的其他演員一起獲得了金賽電影最佳整體演出獎的提名。

## 外部連結
- 馬庫斯·亨德森在互联网电影资料库（IMDb）上的資料（英文）